# Ejército franco
Los pueblos germanos que habitaban en las fronteras romanas se sabe que habían servido en el ejército romano desde los tiempos de Julio César. Las tribus en el delta del Rin, que más tarde se los llamó francos no eran una excepción a esa regla general. A pesar de que desde el siglo III en adelante grandes números de pueblos germanos sirvieron en el ejército romano, otros siguieron invadiendo y atacando el territorio romano. Esto provocó un enfrentamiento entre los francos y sus vecinos en suelo romano como los bátavos y menapios. Cuando la dominación romana es expulsada de Galia en 260, debido a una invasión conjunta de los francos y alamanes, El comandante germano Póstumo se vio obligado a usurpar el poder para restablecer el orden. Desde ese momento los soldados germanos en el ejército romano, sobre todo francos, estaban visiblemente promovidos en sus filas. Unas décadas más tarde, el menapio Carausio (nacido en Batavia) creó un reino en Britania y el norte de la Galia, que fue apoyada por soldados francos y piratas. A mediados del siglo IV los soldados francos como Magnencio, Silvano y Arbitio ocupaban una posición dominante en el ejército romano. De la descripción de Amiano Marcelino se pone de manifiesto que tanto los francos y los ejércitos alamanes se organizaban como los romanos y luchaban igual.
Después de la invasión de Clodión los ejércitos romanos en la frontera del rin adoptaron el estilo de combate franco, y se sabe que las tropas romanas que eran apoyadas por contingentes francos utilizaban las mismas armas y armaduras. Esto duró por lo menos hasta los días de Procopio, cuando el imperio romano de occidente había desaparecido por más de un siglo, porque este historiador informó que el antiguo ejército del rin se encontraba todavía en funcionamiento y que las legiones siguieron utilizando las mismas normas y las insignias que tenían sus padres durante la época romana.
Militarmente, los francos bajo los merovingios se mezclaron con la organización romana y varias innovaciones importantes. Antes de la conquista de la Galia, los francos lucharon principalmente como una tribu, a menos que fueran parte de una unidad militar romana en la lucha junto con otros regimientos.

## El militarismo franco en los inicios
Las principales fuentes de la costumbre militar y el armamento de los francos son de Amiano Marcelino, Agatías, y Procopio, los dos últimos historiadores bizantinos que escribieron acerca de su intervención en la Guerra Gótica.
Escrito de 539, Procopio dice:

En este momento, los francos, a la vista de los godos y los romanos que estaban gravemente afectados por la guerra. . . Olvidando por un momento sus juramentos y tratados. . . (Para esta nación en materia de confianza es el más peligroso en el mundo), Ellos entonces, se reunieron con un número de cien mil, bajo la dirección de Teodeberto I y marcharon a Italia: había un pequeño cuerpo de caballería sobre su líder, y estos eran los únicos armados con lanzas, mientras que el resto eran soldados de a pie que no llevaban arcos ó lanzas, sino que cada hombre llevaba una espada, un escudo y un hacha. Ahora, la cabeza de hierro de esta arma era gruesa y muy afilada en ambos lados, mientras que los mangos de madera eran muy cortos. Y estaban acostumbrados a arrojarlas lo que destruía los escudos enemigos y mataban a los hombres.

Su contemporáneo, Agatías, dice:

El equipo militar de esta gente (los francos) es muy simple. . . . Ellos no saben el uso de la cota de malla o greba y la mayoría deja la cabeza descubierta, sólo unos cuantos usan el casco. Ellos tienen sus pechos al descubierto y la espalda desnuda hasta la región lumbar, se cubren los muslos con cuero o lino. No sirven a caballo, salvo en casos muy raros. La lucha a pie es a la vez habitual y una costumbre nacional y son competentes en esto. En la cintura llevan una espada y en su brazo izquierdo su escudo. No tienen ni arcos, ni hondas, ni armas arrojadizas, excepto el hacha de doble filo y el angón que utilizan con más frecuencia. El angón es una lanza que no es ni muy corto ni muy largo que puede ser utilizada, si es necesario, para lanzarlo como una jabalina, y también en el combate mano a mano.

Mientras que las citas anteriores se han utilizado como una declaración de las prácticas militares de los ejércitos francos del siglo VI e incluso se han extrapolado a todo el período anterior a las reformas de Carlos Martel (mediados del siglo VIII), después de la Segunda Guerra Mundial la historiografía ha acentuado las características romanas heredadas de las milicias francas a partir de la fecha del comienzo de la conquista de la Galia. Los autores bizantinos presentan varias contradicciones y dificultades. Procopio niega que los francos hicieran uso de la lanza, mientras que Agatías la convierte en una de sus principales armas. Están de acuerdo en que los francos fueron soldados de infantería que arrojaban hachas, y llevaban espada y escudo. Ambos autores también contradicen la autoridad de los autores galos del mismo período (Sidonio Apolinar y Gregorio de Tours) y de la evidencia arqueológica. Las Seax y puntas de flecha son numerosas en las tumbas francas, aunque los historiadores bizantinos no las asignan a los francos.
La evidencia de Gregorio y de la ley sálica implica que los primeros francos fueron gente de caballería. De hecho, algunos historiadores modernos han planteado la hipótesis de que los celtas poseían un conjunto de caballos tan numerosos que lo podían utilizar para arar los campos para la agricultura Así eran tecnológicamente avanzados sobre sus vecinos. Tal vez los escritores bizantinos consideraban el caballo franco un ser insignificante en relación con la caballería griega, que era probablemente mejor.

## Militarismo merovingio

### Composición y desarrollo
El establecimiento militar franco incorporaba muchas de las instituciones preexistentes en la Galia romana, especialmente durante y después de las conquistas de Clodoveo I a finales del siglo V y comienzos del siglo VI. La estrategia militar franca giraba en torno a la captura y posesión de centros fortificados (castra) y, en general, estos centros estaban en manos de guarniciones de milites o laeti, es decir, los antiguos soldados romanos por lo general de origen germano. A lo largo de la Galia los descendientes de los soldados romanos continuaron llevando sus uniformes y desempeñaban sus funciones ceremoniales.
Inmediatamente por debajo del rey de los francos en la jerarquía militar estaban los leudes, seguidores jurados del rey, generalmente "los viejo soldados" en servicio lejos de la corte.  Podrían ser galo-romanos o francos, o clérigos seglares. Algunos historiadores han hecho esfuerzos de correlación de su juramento de decisiones para el desarrollo posterior del feudalismo. El rey también tenía un escolta de élite llamado truste (trustis). Los miembros antrustiones, del truste, desempeñaban servicios a menudo en centannae, asentamientos de guarniciones francas establecidas para fines militares y policiales en todo el reino. La escolta cotidiana del rey estaba compuesta por antrustiones (militares de alto rango que fueron los aristócratas en el servicio militar) y los pueri (soldados no aristócratas de rango inferior, que con el tiempo serían ascendidos a antrustiones). Todos los de alto rango habrían sido pueri.
El ejército franco no estaba compuesto únicamente de francos y galo-romanos, sino que también contenía sajones, alanos, taifalos y alamanes. Después de la conquista de Borgoña (534) las instituciones militares bien organizadas de ese reino eran integradas al reino franco. El principal de ellos era el ejército bajo el mando del patricio de Borgoña.
A finales del siglo VI, durante las guerras instigadas por Fredegunda y Brunegilda, los monarcas merovingios introdujeron un nuevo elemento en sus ejércitos: la leva local. Una leva consistía en todos los hombres aptos de un distrito que en la llamada tenía que presentarse al servicio militar. La leva local solo se aplicaba a una ciudad y sus alrededores. Inicialmente, solo en algunas ciudades en la Galia occidental, en Neustria y Aquitania, los reyes poseían el derecho o la facultad de llamar a la leva. Los comandantes de las levas locales fueron siempre diferentes de los comandantes de las guarniciones de las ciudades. A menudo, los primeros estaban al mando de los condes de los distritos. Una situación mucho más rara era la leva general, que se aplica a todo el reino e incluía a los campesinos (pauperes e inferiores). Los sajones, alamanes, y turingios, tenían la leva y dependían de los reyes francos hasta mediados del siglo VII, cuando los duques comenzaron a cortar sus lazos con la monarquía. Radulfo de Turingia llamó a la leva para una guerra contra Sigeberto III en 640.
Pronto, las levas locales se separaron a Austrasia y las regiones menos romanizadas de la Galia. En un nivel intermediario, los reyes comenzaron a llamar levas territoriales de las regiones de Austrasia (que no tenían ciudades importantes de origen romano). Sin embargo, todas las formas de leva desaparecieron gradualmente en el curso del siglo VII después del reinado de Dagoberto I. Bajo los reyes holgazanes, las levas desaparecieron a mediados del siglo en Austrasia y más tarde en Borgoña y Neustria. Solo en Aquitania, que estaba convirtiéndose rápidamente en independiente de la monarquía franca central, hizo a las instituciones militares complejas persisten en el siglo VIII. En la mitad final del siglo VII y comienzos del siglo VIII, en la Galia merovingia, los jefes militares actuaban convirtiéndose en magnates laicos y eclesiásticos con sus grupos de seguidores armados llamados secuaces. Los demás aspectos de los militares merovingios, en su mayoría de origen romano o las innovaciones de los poderosos reyes, desapareció de la escena en el siglo VIII.

### Estrategia, tácticas y equipo
El equipamiento de los ejércitos merovingios era tan variado como la composición. Los magnates eran conocidos por proporcionar a sus sirvientes cotas de malla, cascos, escudos, lanzas, espadas, arcos y flechas, y caballos de guerra. Los ejércitos privados de los magnates se parecían a las de las armas de los potentiatores galo-romanos de finales del Imperio. Los descendientes de los soldados romanos siguieron utilizando sus armas al servicio. Hubo un fuerte elemento de caballería alana que se estableció en Armórica que influyó en el estilo de lucha de los bretones hasta el siglo XII. Las levas urbanas locales estarían razonablemente bien armadas e incluso montarían a caballo, pero las levas más generales estaban compuestas de los pauperes y de los inferiores que eran sobre todo granjeros que compraban y llevaban a la guerra todas las armas que tenían a la mano, a menudo las herramientas o implementos agrícolas que los hacían militares ineficaces y que raramente eran llamados. Los pueblos al este del Rin - francos, sajones, e incluso wendos - que a veces eran llamados a servir llevaban armaduras rudimentarias y un armamento primitivo, incluyendo lanzas y hachas. Muy pocos de estos hombres iban montados y no se vieron muy afectados por las tradiciones y tecnologías romanas.
La estrategia merovingia fue a parar a la naturaleza militarizada de la sociedad entera. Los francos, a diferencia de sus vecinos germánicos en gran medida a este respecto, estaban dispuestos a convocar reuniones anuales cada 1 de marzo (el llamado Marchfeld, porque las asambleas tan grandes tuvieron que reunirse en campos abiertos) lo cual los nobles en la presencia de la King determinó el objetivo u objetivos militares para la próxima temporada de la campaña. Esto también serbia como una "demostración de fuerza" a nombre del monarca, y de una manera para que el monarca conserve la lealtad de sus tropas.   En las guerras civiles entre ellos, los reyes merovingios concentraban la toma de plazas fuertes y ciudades (Castro) y las guerras de asedio eran un aspecto primordial en todas sus campañas. Las máquinas de asedio de tipo romano se utilizaron ampliamente y en mayor énfasis en la táctica de asedios. En las guerras ofensivas emprendidas contra enemigos externos, el objetivo era normalmente la adquisición de botín o la aplicación de los tributos. Solamente en las tierras más allá del Rin, los merovingios, tratarían de ampliar su control político sobre sus vecinos.
Tácticamente, los merovingios, tomaron mucho de los romanos, especialmente en relación con la guerra de asedio. Sin embargo, no fueron privados de la innovación y parece haber poco remanente de las costumbres tribales en sus tácticas de batalla, que eran altamente flexibles y diseñadas para responder a las circunstancias específicas bajo las cuales la batalla era dada. El subterfugio, como táctica, se empleaba sin constantemente. La caballería formó un segmento grande de los militares merovingios, pero las tropas montadas cuando era necesario fácilmente desmontaban para luchar a pie con la infantería. Los merovingios eran capaces de aumentar las fuerzas navales cuando era necesario. La campaña naval más importante fue librada contra los daneses por Teodorico I en 515 ya que los barcos que participaron eran dignos para el océano. Más fue regular el uso de embarcaciones fluviales en el Loira, el Ródano y el Rin.

## Militarismo carolingio
Desde hace tiempo se consideraba que el dominio militar carolingio se basaba en una "revolución de la caballería", dirigido por Charles Martel en 730. Sin embargo, el estribo, lo que hacia posible lanzar las cargas de caballería de choque, no se introdujo en el reino franco hasta finales del siglo VIII. En cambio, el éxito militar carolingio recaía fundamentalmente en las nuevas tecnologías de asedio y de una excelente logística. Sin embargo, un gran número de caballos fueron utilizados por el ejército franco durante la época de Carlomagno. Debido a que los caballos proporcionaban un rápido método de larga distancia para el transporte de tropas, que fue fundamental para crear y mantener un imperio tan grande. Bajo Carlomagno los francos lograron el máximo de su poder. Después de las campañas contra los lombardos, ávaros, sajones y vascos, el Imperio carolingio lograba expandir sus límites, con los montes Pirineos al oeste, con la región central de la actual Alemania al este, con el Mar Adriático al sur y el Mar del Norte al norte. En el año 800, el Papa León III coronó a Carlomagno como Emperador de Occidente, a cambio de protección para la Iglesia. El Imperio carolingio fue el esfuerzo por recrear una administración centralizada inspirada en el Imperio romano, pero las motivaciones detrás de la expansión militar fueron diferentes. Carlomagno esperaba proveer a sus nobles de incentivos para que ayudaran en sus campañas. Los botines de guerra fueron más poderosos que las intenciones imperialistas, y muchas regiones fueron asoladas para llenar los cofres de la nobleza francesa. La caballería dominó el campo de batalla, pero sus altos costos, asociados al valor del caballo y las armaduras, ayudaron a que el número de estos fuera limitado, el ejército carolingio tenía un número considerable de 20,000 unidades de infantería que eran reclutados en los territorios imperiales cerca de los frentes de batalla. El imperio duró del 800 al 843, cuando, siguiendo la tradición de los francos, fue dividido entre los hijos de Ludovico Pío en el Tratado de Verdún.

### Estrategia, tácticas y equipo
Al parecer no existía un ejército profesional, y todos los hombres libres estaban obligados al servicio militar, tanto francos como los descendientes de los galorromanos. A ésta obligación la llamaban "heribán" (de "heri", ejército en germano). En las zonas fronterizas el servicio de vigilancia lo llevaban unidades estables. Algunos se libraban de la obligación militar mediante el pago de conmutas como suministro de ganado o cereal para alimentar las tropas. Estos soldados de leva llamados "conscripti" percibían una pequeña soldada pero a cambio debían procurarse su propio equipo militar, siendo el único beneficio la posible obtención de botín. Según la capitular del 806 se reglamentó oficialmente un sistema que ya se venía practicando: por cada hombre que partía a la guerra (llamado partant, participante), había un cierto número de hombres de su aldea que a cambio de librarse del servicio contribuían a su sostenimiento y al pago de su equipo (llamados aidants, colaboradores). Además la capitular del 808 permitió a los condes reclutar tropas privadas para proteger sus tierras pero los abusos que ello generó obligaron a ciertas investigaciones por parte de Carlomagno.
Los efectivos son difíciles de calcular. Existen datos que calculan cantidades aproximadas a partir del número de vasallos. Si el Imperio tenía 100 obispos, 200 abades, 500 condes y unos 1000 vasallos reales o caballeros particulares del rey (señores feudatarios), todos susceptibles de contribuir con tropas, daría un número muy grande de tropas, que sin embargo nunca debía reunirse en su totalidad. Así, si cada uno aportaba unos 20 milites a pie o a caballo bien armados y con armaduras, se llega a un ejército de 36.000 hombres, sin contar a la infantería de leva campesina que ocasionalmente podría ser de 3 a 5 veces mayor.
Estos 35 o 36.000 milites constituirían el núcleo del ejército carolingio, constituyendo principalmente una poderosa caballería pesada cuyos hombres estaban dotados de una cara coraza o cota llamada "brunia", además de lanzas, espadas, dagas, cascos y escudos.
Pero era el avituallamiento de las tropas lo que condicionaba el número de hombres que podían acudir a una campaña. Según el historiador Alessandro Barbero, en el momento en que un ejército carolingio de 7.000 hombres de infantería y 3.000 de caballería, penetrara en territorio enemigo, y dejase de ser aprovisionado voluntariamente por las zonas donde pasaba, debería necesitar para una campaña de tres meses: 6.000 carros tirados por 12.000 bueyes, los cuales sólo podrían ser alimentados por la hierba de los prados (la avena o el heno se reservaba para los caballos de guerra). Por ello, según Barbero, la necesidad de prados y agua podía condicionar la habitual estrategia carolingia de dividir su ejército en más de una columna, y también los lugares por donde transitaban (por ejemplo durante la fracasada campaña de Zaragoza). La logística, sumada a la afamada caballería de Carlomagno, sería clave en el éxito de sus campañas.